# Степлтон (Небраска)
Степлтон (англ. Stapleton) — селище (англ. village) в США, в окрузі Логан штату Небраска. Населення — 267 осіб (2020).

## Географія
Степлтон розташований за координатами 41°28′49″ пн. ш. 100°30′45″ зх. д. / 41.48028° пн. ш. 100.51250° зх. д. (41.480198, -100.512550). За даними Бюро перепису населення США в 2010 році селище мало площу 0,65 км², уся площа — суходіл.

## Демографія
Згідно з переписом 2010 року, у селищі мешкало 305 осіб у 128 домогосподарствах у складі 88 родин. Густота населення становила 470 осіб/км². Було 150 помешкань (231/км²).
Расовий склад населення:
| - 99,3 % — білих - 0,3 % — чорних або афроамериканців - 0,3 % — азіатів |

До двох чи більше рас належало 0,0 %. Частка іспаномовних становила 2,0 % від усіх жителів.
За віковим діапазоном населення розподілялося таким чином: 26,2 % — особи молодші 18 років, 53,5 % — особи у віці 18—64 років, 20,3 % — особи у віці 65 років та старші. Медіана віку мешканця становила 41,1 року. На 100 осіб жіночої статі у селищі припадало 99,3 чоловіків; на 100 жінок у віці від 18 років та старших — 99,1 чоловіків також старших 18 років.
Середній дохід на одне домашнє господарство становив 55 909 доларів США (медіана — 45 278), а середній дохід на одну сім'ю — 73 179 доларів (медіана — 62 500). За межею бідності перебувало 15,9 % осіб, у тому числі 63,9 % дітей у віці до 18 років та 6,7 % осіб у віці 65 років та старших.
Цивільне працевлаштоване населення становило 143 особи. Основні галузі зайнятості: освіта, охорона здоров'я та соціальна допомога — 22,4 %, транспорт — 16,1 %, роздрібна торгівля — 12,6 %, сільське господарство, лісництво, риболовля — 11,9 %.